# Temporada 2012-13 del fútbol venezolano
La Temporada 2012-13 del fútbol venezolano abarca todas las actividades relativas a campeonatos de fútbol profesional, nacionales e internacionales, disputados por clubes venezolanos, y por las selecciones nacionales de este país, en sus diversas categorías, durante el 2012 y el 2013.
| Categoría             | Campeonato | Campeón              |
| --------------------- | --- | -------------------- |
| Primera               | Apertura 2012 | Deportivo Anzoátegui |
| Primera               | Clausura 2013 | Zamora F. C.         |
| Primera               | Campeón de 1.ª | Zamora F. C.         |
| Segunda A             | |                      |
| Torneo de Ascenso     | Tucanes de Amazonas |                      |
| Tercera               | |                      |
| Torneo Clasificatorio | Estudiantes de Caroní FC (Grupo Oriental I) Fundación Cesarger FC (Grupo Oriental II) Lanceros de Zamora FC (Grupo Central I) CS Italo Valencia (Grupo Central II) CF Bejuma (Grupo Central III) EF Seguridad Ciudadana (Grupo Occidental I) Unión Atlético Falcón (Grupo Occidental II) |                      |
| Torneo Nivelación     | Diamantes de Guayana (Grupo Oriental) La Trinidad FC (Grupo Central I) Victorianos FC (Grupo Central II) Atlético Turén (Grupo Centro-Occidental) Atlético La Fría (Grupo Occidental I)                                                                                                  |                      |
| Copa Venezuela        | Copa Venezuela 2012 | Deportivo Anzoátegui |

## Torneos locales

### Primera
| Deportivo Anzoátegui Campeón Apertura Clasifica a Copa Libertadores 2014 |

| Zamora F. C. Campeón Clausura Clasifica a Copa Libertadores 2014 |

| Zamora F. C. Campeón de la Primera División de Venezuela |

### Segunda A
| Tucanes de Amazonas Campeón de la Segunda División A de Venezuela |

### Tercera
|                                                                         |
| Estudiantes de Caroní FC Campeón Clasificatorio 2013 (Grupo Oriental I) |

|                                                                       |
| Fundación Cesarger FC Campeón Clasificatorio 2013 (Grupo Oriental II) |

|                                                                     |
| Lanceros de Zamora FC Campeón Clasificatorio 2013 (Grupo Central I) |

|                                                                  |
| CS Italo Valencia Campeón Clasificatorio 2013 (Grupo Central II) |

|                                                           |
| CF Bejuma Campeón Clasificatorio 2013 (Grupo Central III) |

|                                                                         |
| EF Seguridad Ciudadana Campeón Clasificatorio 2013 (Grupo Occidental I) |

|                                                                         |
| Unión Atlético Falcón Campeón Clasificatorio 2013 (Grupo Occidental II) |

|                                                               |
| Diamantes de Guayana Campeón Nivelación 2013 (Grupo Oriental) |

|                                                          |
| La Trinidad FC Campeón Nivelación 2013 (Grupo Central I) |

|                                                           |
| Victorianos FC Campeón Nivelación 2013 (Grupo Central II) |

|                                                                  |
| Atlético Turén Campeón Nivelación 2013 (Grupo Centro-Occidental) |

|                                                               |
| Atlético La Fría Campeón Nivelación 2013 (Grupo Occidental I) |

### Copa Venezuela
| Deportivo Anzoátegui Clasifica a Copa Sudamericana 2013 |

## Torneos internacionales
Véase además Anexo:Clubes venezolanos en torneos internacionales

### Copa Libertadores
Los equipos que clasificaron a la Copa Libertadores 2014 son:
- Deportivo Anzoátegui.
- Zamora F. C..
- Caracas F. C..

### Copa Sudamericana
Los equipos que clasificaron a la Copa Sudamericana 2013 son:
- Deportivo Anzoátegui
- Deportivo Lara.
- Trujillanos F. C.
- Mineros de Guayana